# Хайбатово
Хайба́тово (рос. Хайбатово; башк. Һәйбәт) — присілок у складі Білокатайського району Башкортостану, Росія. Входить до складу Ургалинської сільської ради.
Населення — 143 особи (2010; 173 в 2002).
Національний склад:
- башкири — 96 %